# Krzeszna (struga)
Krzeszna – struga w woj. zachodniopomorskim, w powiecie łobeskim, w gminie Węgorzyno; prawobrzeżny dopływ rzeki Reskiej Węgorzy.
Krzeszna wypływa od zachodniego brzegu jeziora Zajezierze, przy wsi Przytoń i biegnie w kierunku północnym przepływając przez jezioro Przytoń. Wypływa z niego od północnego brzegu i biegnie na północ. Przepływa pod drogą wojewódzką nr 151 i dalej na północny zachód. Ok. 0,5 km przed ujściem Krzeszna przepływa przez stawy hodowlane, na których koryto strugi zostało skanalizowane. Dalej Krzeszna płynie na północ i uchodzi do Reskiej Węgorzy na zachód od wsi Lesięcin.
Nazwę Krzeszna wprowadzono urzędowo w 1955 roku, zastępując poprzednią niemiecką nazwę strugi – Kressin Bach. Na Mapie Podziału Hydrograficznego Polski z 2007 roku Krzeszna widnieje jako Dopływ z jeziora Przytoń.